# História do jornalismo
A história do jornalismo abrange o crescimento da tecnologia e do comércio, marcada pelo advento de técnicas especializadas de coleta e divulgação regular de informações que tem causado, como supõe uma história do jornalismo, o aumento constante do alcance das notícias disponíveis para nós e a velocidade com que ela é transmitida. Antes da invenção da imprensa, o boca a boca era a principal fonte de notícias. Mercadores, marinheiros e viajantes que retornavam traziam notícias de volta ao continente, e isso era então captado por mascates e saltimbancos e se espalham de cidade em cidade. Antigos escribas muitas vezes anotavam essas informações. Esta transmissão de notícias era altamente pouco confiável e morreu com a invenção da imprensa. Os jornais (e, em menor grau, as revistas) sempre foram o principal meio de comunicação dos jornalistas desde o século XVIII, o rádio e a televisão no século XX e a Internet no século XXI.

## Jornalismo inicial e básico

### Europa
Em 1556, a República de Veneza publicou pela primeira vez o mensal Notizie scritte ("Avisos escritos") que custava uma gazeta, uma moeda veneziana da época, cujo nome acabou por significar "jornal". Esses avvisi eram boletins escritos à mão e usados para transmitir notícias políticas, militares e econômicas de forma rápida e eficiente em toda a Europa, mais especificamente na Itália, durante o início da era moderna (1500-1800) — compartilhando algumas características dos jornais, embora geralmente não sejam considerados verdadeiros jornais.
No entanto, nenhuma dessas publicações atendeu plenamente aos critérios modernos para jornais adequados, pois normalmente não se destinavam ao público em geral e se restringiam a uma determinada gama de tópicos. As primeiras publicações contribuíram para o desenvolvimento do que hoje seria reconhecido como o jornal, que surgiu por volta de 1601. Por volta dos séculos XV e XVI, na Inglaterra, na França e na Espanha, foram publicados longos relatos de notícias chamados "relações". As publicações de notícias de eventos únicos eram impressas no formato de folha ampla, que era frequentemente postada. Essas publicações também apareceram como panfletos e pequenos livretos (para narrativas mais longas, muitas vezes escritas em formato de carta), muitas vezes contendo ilustrações em xilogravura. As taxas de alfabetização eram baixas em comparação com os dias de hoje, e essas publicações eram frequentemente lidas em voz alta (alfabetização e cultura oral estavam, de certa forma, coexistindo nesse cenário).

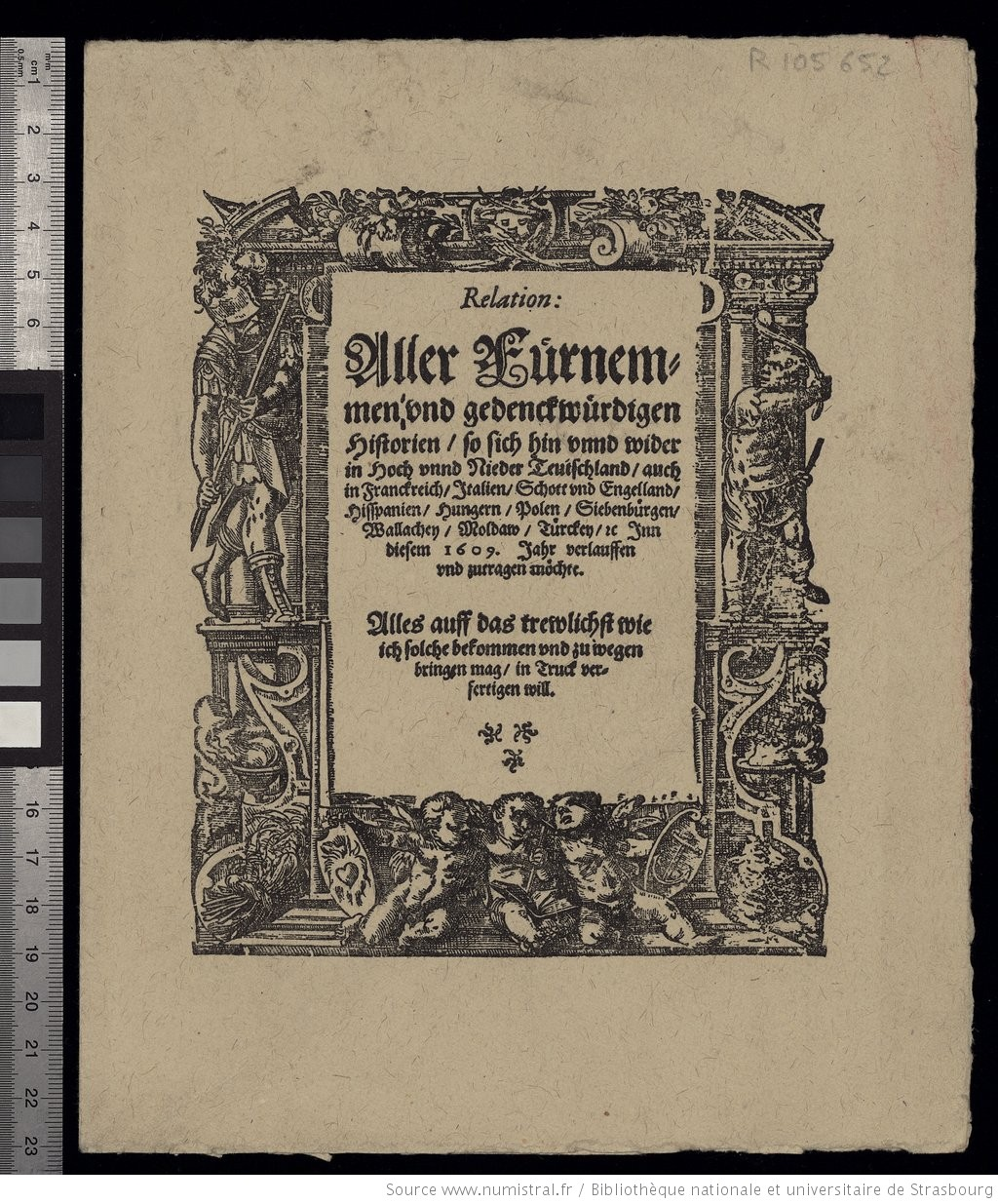
Página de título do Relation de Carolus, de 1609, o primeiro jornal

Por volta de 1400, empresários em cidades italianas e alemãs compilavam crônicas manuscritas de importantes eventos noticiosos e as distribuíam para seus contatos comerciais. A ideia de usar uma prensa para este material apareceu pela primeira vez na Alemanha por volta de 1600. Os primeiros precursores foram os chamados Messrelationen ("relatórios de feiras") que eram compilações de notícias semestrais para as grandes feiras de livros em Frankfurt e Leipzig, começando na década de 1580. O primeiro jornal verdadeiro foi o semanário Relation aller Fuernemmen und gedenckwürdigen Historien ("Coleção de todas as notícias ilustres e memoráveis"), iniciado em Estrasburgo em 1605. O Avisa Relation oder Zeitung foi publicado em Wolfenbüttel a partir de 1609, e logo foram estabelecidas gazetas em Frankfurt (1615), Berlim (1617) e Hamburgo (1618). Em 1650, trinta cidades alemãs tinham diários ativos.
As notícias circulavam entre boletins por meio de canais bem estabelecidos na Europa do século XVII. Antuérpia era o centro de duas redes, uma ligando França, Grã-Bretanha, Alemanha e Holanda; o outro ligando Itália, Espanha e Portugal. Os tópicos favoritos incluíam guerras, assuntos militares, diplomacia e negócios judiciais e fofocas.
Depois de 1600, os governos nacionais da França e da Inglaterra começaram a imprimir boletins oficiais. Em 1622, a primeira revista semanal em língua inglesa, "A current of General News", foi publicada e distribuída na Inglaterra em formato de quarto de 8 a 24 páginas.

## Ásia

### China
Na China, as primeiras folhas de notícias produzidas pelo governo, chamadas tipao, eram comumente usadas entre os funcionários da corte durante o final da dinastia Han (2.º e 3.º séculos d.C.). Entre 713 e 734, o Kaiyuan Za Bao ("Boletim da Corte") da dinastia Tang publicou notícias do governo; foi escrito à mão em seda e lido por funcionários do governo. Em 1582, folhas de notícias publicadas em privado apareceram em Pequim, durante o final da dinastia Ming.
Do final do século XIX até 1949, a comunidade internacional em Xangai e Hong Kong patrocinou uma animada imprensa em língua estrangeira que cobria notícias de negócios e políticas. Os líderes incluíam North China Daily News, Shanghai Evening Post and Mercury, para os alemães, Der Ostasiatischer Lloyd e  Deutsche Shanghai Zeitung. Antes de 1872, os jornais do governo imprimiam anúncios ocasionais de funcionários. Em Xangai, o empresário inglês Ernest Major (1841–1908) estabeleceu o primeiro jornal de língua chinesa em 1872. Seu Shen Bao empregou editores e jornalistas chineses e comprou histórias de escritores chineses; também publicou cartas de leitores. Os romances serializados eram populares entre os leitores e os mantinham leais; ao papel. O Acordo Internacional de Xangai estimulou o crescimento de uma esfera pública de homens de negócios chineses que prestaram muita atenção aos desenvolvimentos políticos e econômicos. Xangai tornou-se a capital da mídia da China. Shen Bao foi o jornal de língua chinesa mais importante até 1905 e ainda era importante até os comunistas chegarem ao poder em 1949.
Shen Bao e outros grandes jornais viam a opinião pública como a força motriz da mudança histórica, do tipo que traria razão de progresso e modernidade para a China. Os editores retrataram a opinião pública como o árbitro final da justiça para os funcionários do governo. Assim, eles ampliaram a esfera pública para incluir o público leitor. O incentivo à formação da opinião pública estimulou o ativismo e serviu de base para o apoio popular à revolução de 1911. O jornalismo impresso chinês foi modernizado na década de 1920 de acordo com os padrões internacionais, graças à influência do Movimento da Nova Cultura. As funções de jornalista e editor foram profissionalizadas e tornaram-se carreiras de prestígio. O Ta Kung Pao ampliou o público com suas reportagens imparciais sobre assuntos públicos. A vertente empresarial ganhou importância e, com maior ênfase na publicidade e no noticiário comercial, os principais jornais, sobretudo de Xangai, afastaram-se do jornalismo de advocacia que caracterizou o período revolucionário de 1911. Fora dos grandes centros, o nacionalismo promovido nos diários metropolitanos não era tão distinto quanto o localismo e o culturalismo.

### Japão
Os jornais japoneses começaram no século XVII como yomiuri (読売、literalmente "ler e vender") ou kawaraban (瓦版, literalmente "impressão em blocos de azulejos", referindo-se ao uso de blocos de impressão de argila), que eram folhetos impressos vendidos nas grandes cidades para comemorar grandes encontros ou eventos sociais.
O primeiro jornal moderno foi o Japan Herald publicado quinzenalmente em Yokohama pelo inglês A. W. Hansard a partir de 1861. Em 1862, o xogunato Tokugawa começou a publicar o Kampan batabiya shinbun, uma edição traduzida de um jornal holandês amplamente distribuído. Esses dois jornais foram publicados para estrangeiros e continham apenas notícias estrangeiras.
O primeiro jornal diário japonês que cobriu notícias estrangeiras e domésticas foi o Yokohama Mainichi Shinbun (横浜市毎日新聞), publicado pela primeira vez em 1871. Os jornais tornaram-se órgãos dos partidos políticos. Os primeiros leitores desses jornais vieram principalmente das fileiras da classe samurai.
Koshinbun eram jornais mais plebeus e populares que continham notícias locais, histórias de interesse humano e ficção leve. Exemplos de koshinbun foram o Tokyo nichinichi shinbun, o antecessor do atual Mainichi shinbun, que começou em 1872; o Yomiuri shinbun, que começou em 1874; e o Asahi shinbun, que começou em 1879. Eles logo se tornaram a forma dominante.

## América Latina e Caribe
A influência britânica se estendeu globalmente por meio de suas colônias e suas relações comerciais informais com comerciantes nas principais cidades. Eles precisavam de informações políticas e de mercado atualizadas. O Diário de Pernambuco foi fundado em Recife, Brasil, em 1825. El Mercurio foi fundado em Valparaíso, Chile, em 1827. O jornal mais influente do Peru, El Comercio, apareceu pela primeira vez em 1839. O Jornal do Commercio foi criado no Rio de Janeiro, Brasil, em 1827. Muito mais tarde, a Argentina fundou seus jornais em Buenos Aires: La Prensa em 1869 e La Nacion em 1870.
Na Jamaica, havia vários jornais que representavam as opiniões dos fazendeiros brancos que possuíam escravos. Esses jornais incluíam títulos como Royal Gazette, The Diary and Kingston Daily Advertiser, Cornwall Chronicle, Cornwall Gazette e Jamaica Courant. Em 1826, dois negros livres, Edward Jordan e Robert Osborn, fundaram The Watchman, que fez campanha abertamente pelos direitos dos negros livres e se tornou o primeiro jornal anti-escravidão da Jamaica. Em 1830, as críticas à hierarquia escravista eram demais, e as autoridades coloniais jamaicanas prenderam Jordan, o editor, e o acusaram de traição construtiva. No entanto, Jordan acabou sendo absolvido e acabou se tornando prefeito de Kingston na Jamaica pós-emancipação.
Com a abolição da escravatura na década de 1830, a Gleaner Company foi fundada por dois irmãos judeus jamaicanos, Joshua e Jacob De Cordova, empresários iniciantes que representavam a nova classe de jamaicanos de pele clara assumindo a Jamaica pós-emancipação. Enquanto Gleaner representava o novo estabelecimento para o próximo século, havia um crescente movimento negro e nacionalista que fazia campanha por maior representação política e direitos no início do século XX. Para isso, Osmond Theodore Fairclough fundou a Public Opinion em 1937. O.T. Fairclough foi apoiado pelos jornalistas radicais Frank Hill e H.P. Jacobs, e a primeira edição deste novo jornal tentou galvanizar a opinião pública em torno de um novo nacionalismo. Fortemente alinhada ao Partido Nacional Popular (PNP), Public Opinion contou entre seus jornalistas figuras progressistas como Roger Mais, Una Marson, Amy Bailey, Louis Marriott, Peter Abrahams, e o futuro primeiro-ministro Michael Manley, entre outros.
Enquanto o Public Opinion fazia campanha pelo autogoverno, o primeiro-ministro britânico Winston Churchill fez saber que não tinha intenção de presidir "a liquidação do Império Britânico" e, consequentemente, os nacionalistas jamaicanos do PNP ficaram desapontados com a constituição diluída que foi entregue à Jamaica em 1944. Mais escreveu um artigo dizendo "Agora sabemos o porquê de o rascunho da nova constituição não ter sido publicado antes", já que os subordinados de Churchill estavam "em todo o Império Britânico implementando a verdadeira política imperial implícita na declaração do primeiro-ministro". A polícia colonial britânica invadiu os escritórios do Public Opinion, apreendeu o manuscrito de Mais, prendeu o próprio Mais e o condenou por calúnia sediciosa, prendendo-o por seis meses.

## Historiografia
O historiador do jornalismo David Nord argumentou que nas décadas de 1960 e 1970:
"Na história do jornalismo e na história da mídia, uma nova geração de estudiosos [...] criticou as histórias tradicionais da mídia por serem muito insulares, muito descontextualizadas, muito acríticas, muito cativas às necessidades de formação profissional e muito apaixonadas pelas biografias de homens e organizações de mídia."
Em 1974, James W. Carey identificou o 'Problema da História do Jornalismo'. O campo era dominado por uma interpretação Whig da história do jornalismo.
"Isso vê a história do jornalismo como a lenta e constante expansão da liberdade e do conhecimento da imprensa política para a imprensa comercial, os retrocessos do sensacionalismo e do jornalismo amarelo, o avanço para a coleta de lixo e a responsabilidade social. [...] por aquelas grandes forças impessoais que golpeiam a imprensa: industrialização, urbanização e democracia de massa.
O'Malley diz que a crítica foi longe demais porque havia muito valor na profunda erudição do período anterior.

### Ásia
- Desai, Mira K. "Journalism education in India: Maze or mosaic." in Global journalism education in the 21st century: Challenges and innovations (2017): 113–136. online[ligação inativa]
- Hassan, M. S. Two hundred years of Indian Press: Case of lopsided growth, Media Asia (1980), 218–228.
- Huang, C. "Towards a broadloid press approach: The transformation of China's newspaper industry since the 2000s." Journalism 19 (2015): 1–16. online, With bibliography pages 27–33.
- Lagerkvist, Johan. After the Internet, Before Democracy (2010), the media in China
- Lynch, Marc. Voices of the New Arab Public: Iraq, Al-Jazeera, and Middle East Politics Today (Columbia University Press 2006) online
- Rugh, William A. Arab Mass Media: Newspapers, Radio, and Television in Arab Politics (Praeger, 2004) online

### Grã-Bretanha
- Andrews, Alexander. The history of British journalism: from the foundation of the newspaper press in England, to the repeal of the Stamp act in 1855 (1859). online old classic
- Briggs Asa. The BBC—the First Fifty Years (Oxford University Press, 1984).
- Briggs Asa. The History of Broadcasting in the United Kingdom (Oxford University Press, 1961).
- Clarke, Bob. From Grub Street to Fleet Street: An Illustrated History of English Newspapers to 1899 (Ashgate, 2004)
- Crisell, Andrew An Introductory History of British Broadcasting. (2nd ed. 2002).
- Hale, Oron James. Publicity and Diplomacy: With Special Reference to England and Germany, 1890–1914 (1940) online pp 13–41.
- Herd, Harold. The March of Journalism: The Story of the British Press from 1622 to the Present Day (1952).
- Jones, A.  Powers of the Press: Newspapers, Power and the Public in Nineteenth-Century England (1996).
- Lee, A. J. The Origins of the Popular Press in England, 1855–1914 (1976).
- Marr, Andrew. My trade: a short history of British journalism (2004)
- Scannell, Paddy, e Cardiff, David. A Social History of British Broadcasting, Volume One, 1922–1939 (Basil Blackwell, 1991).
- Silberstein-Loeb, Jonathan. The International Distribution of News: The Associated Press, Press Association, and Reuters, 1848–1947 (2014).
- Wiener, Joel H. "The Americanization of the British press, 1830—1914." Media History 2#1–2 (1994): 61–74.

### Império Britânico
- Cryle, Denis. Disreputable profession: journalists and journalism in colonial Australia (Central Queensland University Press, 1997).
- Harvey, Ross. "Bringing the News to New Zealand: the supply and control of overseas news in the nineteenth century." Media History 8#1 (2002): 21–34.
- Kesterton, Wilfred H. A history of journalism in Canada (1967).
- O'Brien, Mark. The Fourth Estate: Journalism in Twentieth-Century Ireland (Manchester University Press 2017).
- Peers Frank W. The Politics of Canadian Broadcasting, 1920–1951 (University of Toronto Press, 1969).
- Pearce, S. Shameless Scribblers: Australian Women's Journalism 1880–1995 (Central Queensland University Press, 1998).
- Sutherland, Fraser. The monthly epic: A history of Canadian magazines, 1789–1989 (1989).
- Vine, Josie. "If I Must Die, Let Me Die Drinking at an Inn': The Tradition of Alcohol Consumption in Australian Journalism" Australian Journalism Monographs (Griffith Centre for Cultural Research, Griffith University, vol 10, 2010) online; bibliography on journalists, pp 34–39
- Walker, R.B. The Newspaper Press in New South Wales: 1803–1920 (1976).
- Walker, R.B. Yesterday's News: A History of the Newspaper Press in New South Wales from 1920 to 1945 (1980).
- Walters, Ewart. We Come From Jamaica: The National Movement, 1937–1962 (Ottawa: Boyd McRubie, 2014).

### Europa
- Baron, Sabrina Alcorn, e Brendan Dooley, eds. The politics of information in Early Modern Europe (Routledge, 2005).
- Bösch, Frank. Mass media and historical change: Germany in international perspective, 1400 to the present (Berghahn Books, 2015).
- Censer, Jack. The French press in the age of Enlightenment (2002).
- Collins, Ross F. e E. M. Palmegiano, eds. The Rise of Western Journalism 1815–1914: Essays on the Press in Australia, Canada, France, Germany, Great Britain and the United States (2007).
- Darnton, Robert e Daniel Roche, eds. Revolution in Print: the Press in France, 1775–1800 (1989)
- Dooley, Brendan, e Sabrina Baron, eds. The Politics of Information in Early Modern Europe (Routledge, 2001)
- Espejo, Carmen. "European communication networks in the early modern age: A new framework of interpretation for the birth of journalism." Media history 17.2 (2011): 189–202. online
- Jubin, George. "France, Journalism in, 1933." Journalism and Mass Communication Quarterly 10 (1933): 273–82. online
- Lehmann, Ulrich. "Le mot dans la mode: Fashion and literary journalism in Nineteenth-century France." (2009): 296–313. online
- Meserve, Margaret. "News from Negroponte: Politics, Popular Opinion, and Information Exchange in the First Decade of the Italian Press?." Renaissance Quarterly 59.2 (2006): 440–480. on 1470s
- Verboord, Marc, e Susanne Janssen. "Arts Journalism And Its Packaging In France, Germany, The Netherlands And The United States, 1955–2005." Journalism Practice 9#6 (2015): 829–852.

### Estados Unidos
- Barnouw Erik. The Golden Web (Oxford University Press, 1968); The Image Empire: A History of Broadcasting in the United States, Vol. 3: From 1953 (1970) excerto e pesquisa de texto; The Sponsor (1978); A Tower in Babel (1966), a 1933, excerto e pesquisa de texto; uma história da radiodifusão americana
- Blanchard, Margaret A., ed. History of the Mass Media in the United States, An Encyclopedia. (1998)
- Craig, Douglas B. Fireside Politics: Radio and Political Culture in the United States, 1920–1940 (2005)
- DiGirolamo, Vincent, Crying the News: A History of America's Newsboys (2019)
- Emery, Michael, Edwin Emery, e Nancy L. Roberts. The Press and America: An Interpretive History of the Mass Media 9th ed. (1999.), livro standard; melhor lugar para começar..
- Hampton, Mark, e Martin Conboy. "Journalism history—a debate" Journalism Studies (2014) 15#2 pp 154–171. Hampton argumenta que a história do jornalismo deve ser integrada às mudanças culturais, políticas e econômicas. Conboy reafirma a necessidade de separar a história do jornalismo com mais cuidado da história da mídia.
- McCourt; Tom. Conflicting Communication Interests in America: The Case of National Public Radio (Praeger Publishers, 1999) online
- McKerns, Joseph P., ed. Biographical Dictionary of American Journalism. (1989)
- Marzolf, Marion. Up From the Footnote: A History of Women Journalists. (1977)
- Mott, Frank Luther. American Journalism: A History of Newspapers in the United States Through 250 Years, 1690–1940 (1941). principal fonte de referência e história interpretativa. edição online
- Nord, David Paul. Communities of Journalism: A History of American Newspapers and Their Readers. (2001) excerto e pesquisa de texto
- Schudson, Michael. Discovering the News: A Social History of American Newspapers. (1978). excerto e pesquisa de texto
- Sloan, W. David, James G. Stovall, e James D. Startt. The Media in America: A History, 4th ed. (1999)
- Starr, Paul. The Creation of the Media: Political origins of Modern Communications (2004), história abrangente de todas as formas de mídia nos Estados Unidos e Europa dos séculos XIX e XX; excerto e pesquisa de texto do Prêmio Pulitzer
- Streitmatter, Rodger. Mightier Than the Sword: How the News Media Have Shaped American History (1997) edição online
- Vaughn, Stephen L., ed. Encyclopedia of American Journalism (2007) 636 páginas de excerto e pesquisa de texto

### Revistas
- Angeletti, Norberto, e Alberto Oliva. Magazines That Make History: Their Origins, Development, and Influence (2004), cobre Time, Der Spiegel, Life, Paris Match, National Geographic, Reader's Digest, ¡Hola!, e People
- Brooker, Peter, e Andrew Thacker, eds. The Oxford Critical and Cultural History of Modernist Magazines: Volume I: Britain and Ireland 1880–1955 (2009)
- Haveman, Heather A. Magazines and the Making of America: Modernization, Community, and Print Culture, 1741–1860 (Princeton University Press, 2015)
- Mott, Frank Luther. A History of American Magazines (cinco volumes, 1930–1968), cobertura detalhada de todas as principais revistas, 1741 a 1930.
- Summer, David E. The Magazine Century: American Magazines Since 1900  (Peter Lang Publishing; 2010) 242 pages.  Examina o rápido crescimento das revistas ao longo do século XX e analisa o declínio atual da forma.
- Wood, James P. Magazines in the United States (1971)
- Würgler, Andreas. National and Transnational News Distribution 1400–1800, European History Online, Mainz: Institute of European History (2010).

### Historiografia
- Buxton, William J., e Catherine McKercher. "Newspapers, magazines and journalism in Canada: Towards a critical historiography." Acadiensis (1988) 28#1 pp. 103–126 in JSTOR; also online
- Daly, Chris. "The Historiography  of Journalism History: Part 2: 'Toward a New Theory,'" American Journalism, Winter 2009, Vol. 26 Issue 1, pp 148–155, enfatiza a tensão entre a forma imperativa do modelo de negócios e a cultura dominante de notícias
- Dooley, Brendan. "From Literary Criticism to Systems Theory in Early Modern Journalism History," Journal of the History of Ideas (1990) 51#3 pp 461–86.
- Espejo, Carmen. "European Communication Networks in the Early Modern Age: A new framework of interpretation for the birth of journalism," Media History (2011) 17#2 pp 189–202
- Wilke, Jürgen: Journalism, European History Online, Mainz: Institute of European History, 2013, retrieved: January 28, 2013.